# Cantone di La Souterraine
Il Cantone di La Souterraine è una divisione amministrativa dell'arrondissement di Guéret.
A seguito della riforma approvata con decreto del 17 febbraio 2014, che ha avuto attuazione dopo le elezioni dipartimentali del 2015, è passato da 10 a 7 comuni.

## Composizione
I 10 comuni facenti parte prima della riforma del 2014 erano:
- Azerables
- Bazelat
- Noth
- Saint-Agnant-de-Versillat
- Saint-Germain-Beaupré
- Saint-Léger-Bridereix
- Saint-Maurice-la-Souterraine
- Saint-Priest-la-Feuille
- La Souterraine
- Vareilles

Dal 2015 i comuni appartenenti al cantone sono i seguenti 7:
- Noth
- Saint-Agnant-de-Versillat
- Saint-Léger-Bridereix
- Saint-Maurice-la-Souterraine
- Saint-Priest-la-Feuille
- La Souterraine
- Vareilles